# Kryogenní transportní jednotka
Kryogenní jednotky jsou transportní chladicí zařízení bez kompresorového okruhu založená na odpařování vhodné kryogenní kapaliny (LN2 = Liquid N2 = kapalný dusík, LCO2 = Liquid CO2 = kapalný oxid uhličitý). Instalují se do izotermických skříní nákladních automobilů nebo na chladicí návěsy.

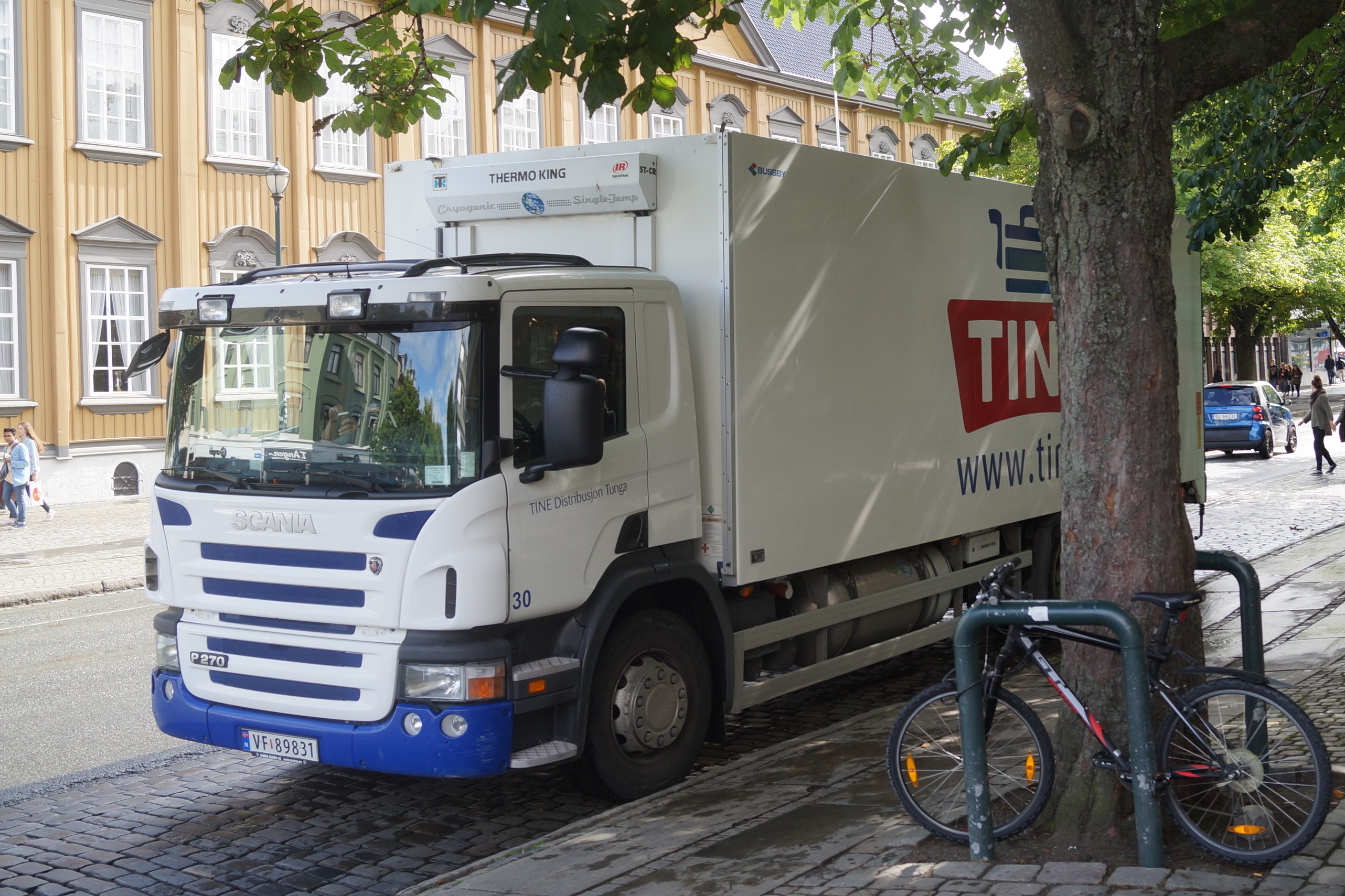
Kryogenní transportní jednotka s kapalným oxidem uhličitým v Trondheimu

V transportním chlazení dnes dominují chladicí jednotky využívající uzavřených kompresorových chladicích okruhů s různými typy chladiv. Existují ale i jiné systémy, mezi něž patří jednak eutektické chladicí jednotky založené na tání předchlazené pevné látky (eutektika) a dále kryogenní chladicí jednotky, kde se využívá vypařování vhodné kryogenní kapaliny. V praxi se uplatňují dvě takové kapaliny, a to kapalný dusík (LN2) a kapalný oxid uhličitý (LCO2). Kapalný dusík má za normálního tlaku bod varu −196 °C a jeho výparné teplo je 199 kJ/kg. Oxid uhličitý jako kapalina za normálního tlaku neexistuje, je při teplotě −78,5 °C v pevné fázi (suchý led) a sublimací přechází přímo do plynného stavu. Pokud s ním potřebujeme pracovat v kapalném stavu, musíme zvýšit tlak. Tak např. při tlaku 0,8 MPa (8 bar) získáme kapalinu s bodem varu −46 °C, jejíž výparné teplo je 333 kJ/kg. Co se bodů varu týká, jsou obě tyto kryogenní kapaliny pro účely transportního chlazení bohatě vyhovující. Manipulace s LCO2 je složitější než v případě LN2 právě proto, že tlak LCO2 nesmí klenout pod hodnotu 0,52 MPa (5,2 bar), aby kapalina „nezmrzla“ na suchý led; ten by ucpal potrubí, ventily a další komponenty chladicího systému. Pro použití LCO2 v kryogenních jednotkách na druhé straně mluví energetické nároky na zkapalňování CO2, které jsou nižší než u N2, a výparné teplo LCO2, které je asi o 70 % vyšší než výparné teplo LN2.

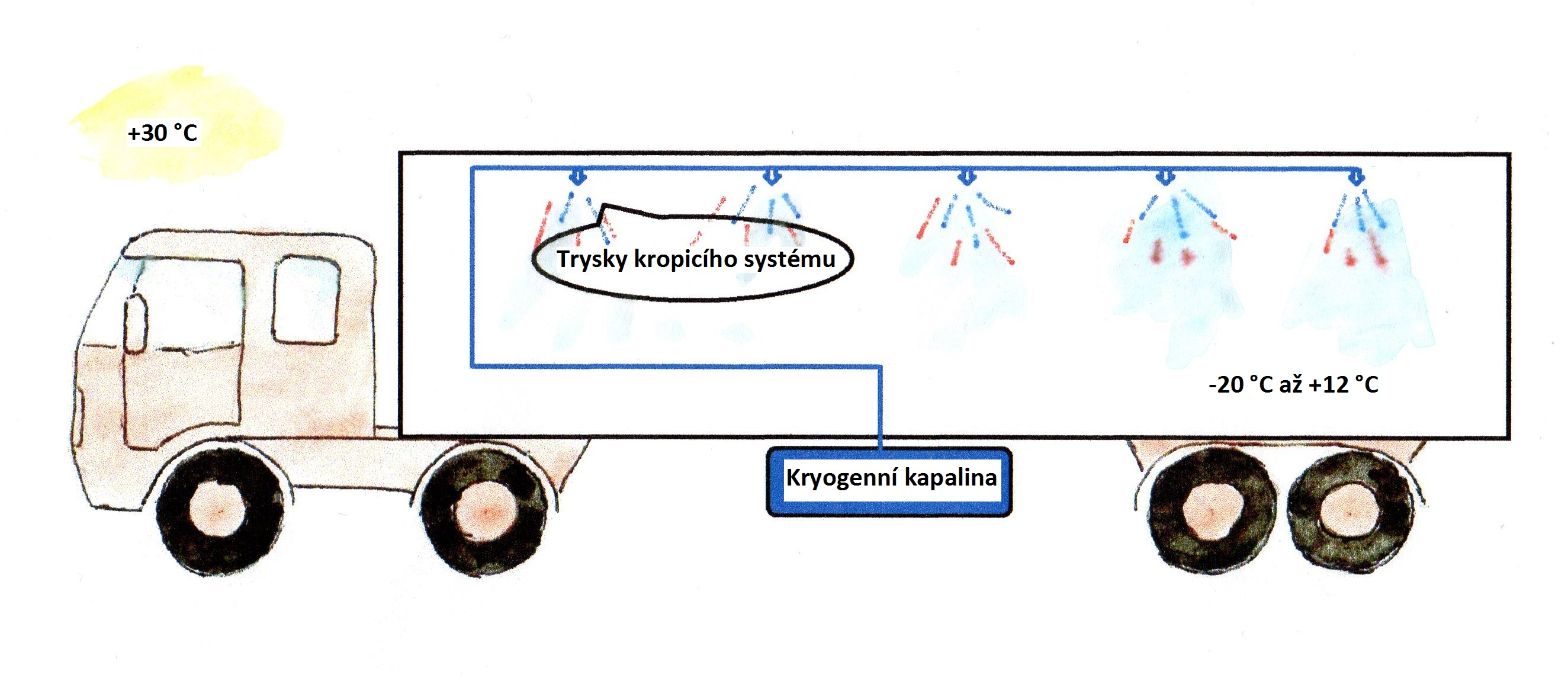
Kryogenní jednotka s přímým chlazením - princip činnosti

Průkopníkem kryogenních transportních jednotek byla v 60. letech minulého století firma BOC a její systém Polarstream. Jednalo se o tzv. přímý chladicí systém s LN2, jehož princip je zřejmý z přiloženého obrázku. Kryogenní kapalina se vede z vakuově izolované (Dewarovy) nádoby potrubím k tryskám na stropu izotermické skříně, odkud je jakožto směs kapek a chladného plynu rozstřikována přímo do chlazeného prostoru s přepravovaným zbožím. To ovšem kromě chladicího efektu vede i k vytěsnění kyslíku ze vzduchu uvnitř přepravního prostoru, což může ohrozit zdraví a život pracovníků, kteří by do tohoto prostoru vstoupili. Moderní chladicí jednotky založené na tomto principu jsou známy pod značkami ecoFridge nebo natureFridge a jejich vývoj a výroba jsou spojeny s ukrajinskými firmami ecoFridge Production Company a Ukram Industries. Tyto chladicí jednotky jsou vybaveny čidly pro sledování koncentrace kyslíku uvnitř přepravního prostoru a po otevření dveří izotermické skříně nevpustí obsluhu dovnitř, pokud koncentrace O2 nestoupne nad 18 %, což vyžaduje počkat asi 2 min. Podobné bezpečnostní prvky užívá i systém Cryogen Trans firmy Air Liquide a pravděpodobně i Cryometrics firmy Reflect Scientific.

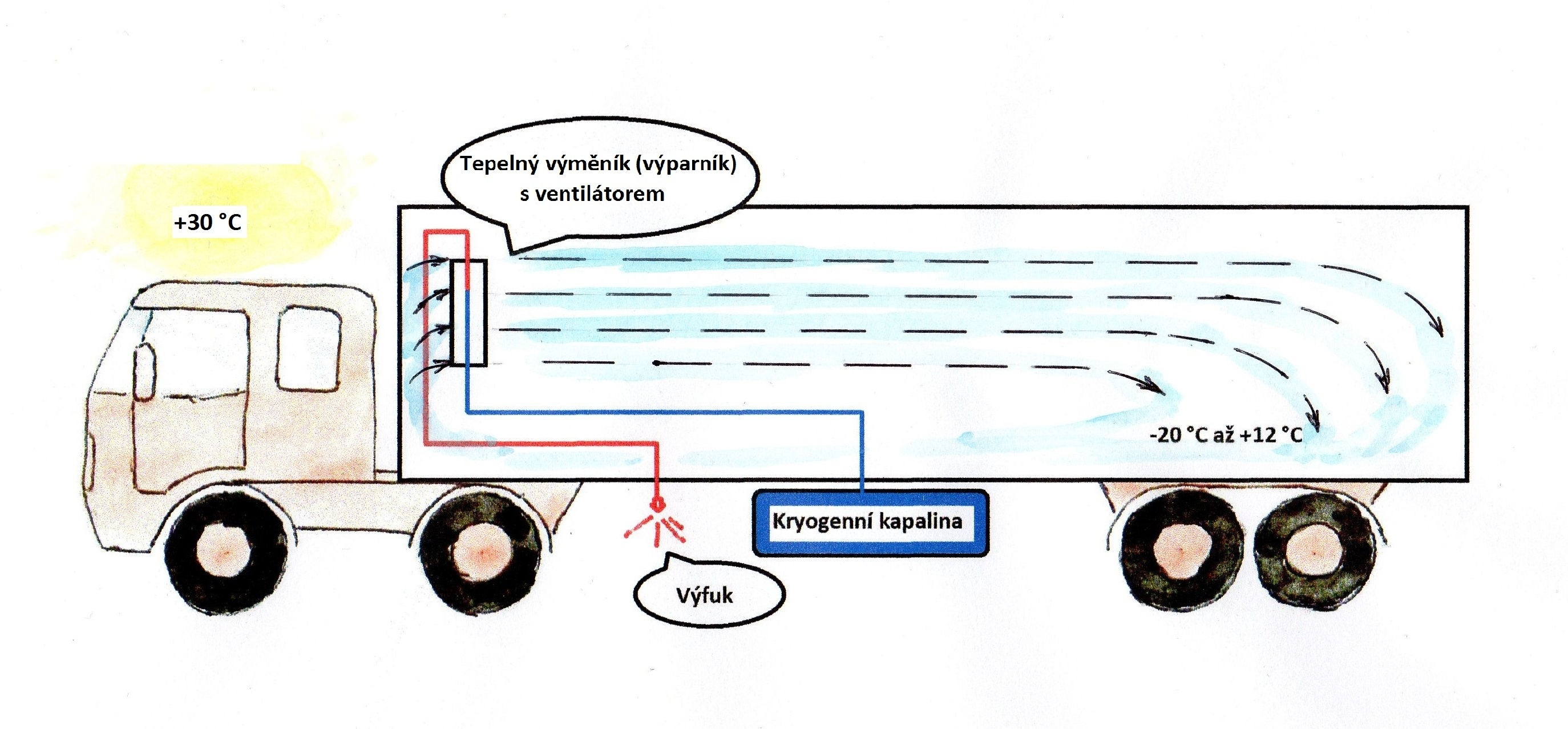
Kryogenní jednotka s výparníkem (nepřímé chlazení) - princip činnosti

Druhou skupinou kryogenních transportních jednotek jsou systémy s nepřímým chlazením, kdy kryogenní látka ani v kapalném ani v plynném skupenství volně nevstupuje do chlazeného prostoru a nemění tedy složení atmosféry uvnitř. Princip nepřímého chlazení je zase zřejmý z obrázku: Kryogenní kapalina se ze zásobníku přivádí do výměníku tepla, kde se vypařuje a vznikající plyn se odvádí ven mimo chlazený prostor. Elektrický ventilátor prohání tepelným výměníkem vzduch, ten se přitom ochlazuje a zajišťuje homogenní rozložení teploty v celém vnitřním prostoru izotermické skříně. Příkladem mohou být jednotky CryoTech firmy Thermo King, které pracují s LCO2 nebo jednotky Frostcruise firmy Linde – ty fungují podle téhož schématu, ale s LN2. 
Oba systémy s přímým i nepřímým chlazením se někdy označují jako ztrátové chlazení (total loss refrigeration), protože chladivo (kryogenní kapalina) pracuje v otevřeném okruhu, během provozu ubývá a končí ve vzduchu mimo vozidlo. Přepravní vakuově izolované zásobníky obsahují řádově stovky litrů kryogenní kapaliny, jejíž spotřeba závisí na konkrétních podmínkách (vnitřní objem skříně, požadovaný teplotní režim, frekvence otevírání dveří, …) a je zhruba 30 až 50 l/h. Provozní doba na jedno naplnění zásobníku se potom může pohybovat přibližně mezi 10 až 20 h, celý systém je proto vhodný pro distribuci chlazeného nebo mraženého zboží, kdy se přepravník po každé směně vrací do depa a může být znova naplněn kryogenní kapalinou. Nepoužívá se pro dálkovou chlazenou přepravu ani pro mezinárodní transport. Provozní tlak zásobníků LN2 bývá 0,5 MPa (5 bar) a slouží k tomu, aby se kapalina podle potřeby vytlačila do chladicího systému. U zásobníků LCO2 se musí pracovat s tlaky vyššími – kolem 0,8 MPa (8 bar). Takový tlak umožňuje s kapalinou také manipulovat, mimo to však uchovává oxid uhličitý v kapalném stavu.
Přepravce, který se orientuje na kryogenní chladicí jednotky, si musí kromě chlazených nákladních vozů nebo souprav s návěsy zajistit ještě specializovanou plnicí stanici se zásobníkem na několik tisíc litrů kryogenní kapaliny. To je investice, která se vyplatí teprve při určitém počtu kryogenních jednotek. Jako dolní hranice se z ekonomických důvodů uvádí provoz alespoň 5 jednotek. 
Kryogenní jednotky mají při distribuci zboží v městských aglomeracích ve srovnání s mechanickými kompresorovými systémy dvě přednosti. Tou první je tichý provoz, který většinou snadno splní požadavky hlukové normy PIEK při noční distribuci zboží ve městech. A tou druhou je vysoký chladicí výkon, který se jen málo mění s klesající teplotou uvnitř přepravní skříně. To vede k rychlému obnovení žádané provozní teploty (pull down) potom, co byly při rozvozu zboží otevřeny dveře a do chlazeného prostoru vnikl teplý vzduch zvenčí. Kromě toho mají minimum pohyblivých dílů a vyžadují poměrně málo údržby. Z těchto důvodů se v praxi pro distribuci zboží začínají kryogenní jednotky prosazovat vedle mechanického transportního chlazení. Jednotky CryoTech jsou dost rozšířeny např. v Norsku (kolem 16 % nově prodaných chlazených přepravníků v roku 2011) i v dalších skandinávských zemích a objevují se i v západní Evropě a v USA. EcoFridge se zkoušel v Jižní Africe, v Austrálii a v Británii, Frostcruise v Malajsii a v Evropě.     